# One Has My Name (The Other Has My Heart)
One Has My Name (The Other Has My Heart) est une chanson écrite par Eddie Dean (en), son épouse Lorene "Dearest" Dean et Hal Blair.  La chanson est enregistrée pour la première fois par Jimmy Wakely et est son troisième titre qui rentre dans le classement musical Folk Best Seller et son premier classement numéro un.
Les deux années suivantes, deux versions supplémentaires, de la chanson, sont enregistrées par Eddie Dean (en) et par Bob Eberly.

## Autres versions
- En 1965, Barry Young (en) enregistre sa version[3] qui atteint la 13e place au Billboard Hot 100[4].
- Toujours en 1965, Gene Pitney et George Jones, enregistrent leur version de la chanson[5].
- En 1966, Al Martino enregistre la chanson pour son album Spanish Eyes[6].
- En 1969, Jerry Lee Lewis, enregistre sa version de la chanson : celle-ci se classe à la troisième place du classement musical Country

## Source de la traduction
- (en) Cet article est partiellement ou en totalité issu de l’article de Wikipédia en anglais intitulé « One Has My Name (The Other Has My Heart) » (voir la liste des auteurs).